# Flaga Madisonu
Flaga Madisonu – jeden z symboli amerykańskiego miasta Madison.

## Opis flagi
Flagę Madisonu stanowi prostokątny płat jasnobłękitnej tkaniny o stosunku wysokości do długości 3:5, przedzielony ukośnym białym pasem biegnącym od dolnego rogu płata po stronie przy drzewcu do górnego rogu po stronie swobodnej. Pośrodku flagi w pasie białym umieszczono czarny krzyż o trójkątnych zakończeniach ramion, wewnątrz którego znajduje się żółty indiański symbol solarny.

## Symbolika
Dwa błękitne pola symbolizują jeziora Monona i Mendota, pas biały – przesmyk między nimi, na którym leży miasto. Cztery ramiona krzyża odnoszą się do czterech jezior – poza Mononą i Mendotą także do pobliskich Kegonsa i Waubesa. Wiąże się to z nazwą dawnej osady indiańskiej Dejop, co w języku plemienia Winnebago oznacza „cztery jeziora”. Na miejscu osady powstało dzisiejsze Madison. Obecnie miasto używa przydomka „City of Four Lakes” (Miasto czterech jezior). Centralne położenie krzyża symbolizuje położenie miasta pośrodku przesmyku oraz jego rolę jako stolicy stanu Wisconsin. Symbol solarny jest identyczny z użytym we fladze stanowej Nowego Meksyku i miasta Albuquerque.

## Historia
Inicjatorem utworzenia flagi miejskiej była miejscowa orkiestra Madison Drum and Bungle Corps. Flagę zaprojektowali członkowie zespołu przy pomocy rodziców i zaproponowali radzie miasta jej uchwalenie. Symbol przyjęto 12 kwietnia 1962.